# OGAE
OGAE (Fransk: Organisation Générale des Amateurs de l'Eurovision, Engelsk: General Organisation of Eurovision Fans) er en international organisation, som er grundlagt i 1984 i Savonlinna, Finland af Jari-Pekka Koikkalainen. Organisationen består af et netværk af 42 Eurovision Song Contest fanklubber i hele Europa og udenfor Europa, og er et ikke-statsligt, ikke-politisk og nonprofit selskab.

## OGAE-medlemmer
OGAE har 45 medlemmer, inklusiv to i Tyskland. These are:
1. Albanien
2. Andorra
3. Armenien
4. Australien
5. Østrig
6. Aserbajdsjan
7. Hviderusland
8. Belgien
9. Bulgarien
10. Kroatien
11. Cypern
12. Tjekkiet
13. Danmark
14. Estland
15. Finland
16. Frankrig
17. Tyskland
18. Tyskland Eurovision Club
19. Grækenland
20. Ungarn
21. Island
22. Irland
23. Israel
24. Italien
25. Letland
26. Litauen
27. Luxembourg
28. Malta
29. Holland
30. Norge
31. Nordmakedonien
32. Polen
33. Portugal
34. Rest of the World
35. Rumænien
36. Rusland
37. Serbien
38. Slovakiet
39. Slovenien
40. Spanien
41. Sverige
42. Schweiz
43. Tyrkiet
44. Ukraine
45. Storbritannien